# Wishin' and Hopin'
Wishin' and Hopin' is een liedje dat is geschreven door het duo Hal David en Burt Bacharach. Het is door vele artiesten opgenomen. De meest succesvolle versie was die van Dusty Springfield.
De zanger(es) geeft een vriend(in) advies hoe hij (zij) zijn (haar) beminde voor zich kan winnen.

## Versie van Dionne Warwick
Dionne Warwick was in het begin van 1963 de eerste die het nummer opnam. Het verscheen als B-kant van haar single This Empty Place. De plaat haalde de 84e plaats in de Amerikaanse Billboard Hot 100. Wishin' and Hopin' was een klein hitje in Frankrijk (nummer 79 in juli 1963).
Het nummer staat ook op Warwicks debuutalbum Presenting Dionne Warwick, dat net als de single in februari 1963 uitkwam.

## Versie van Dusty Springfield
Dusty Springfield nam Wishin' and Hopin' in januari 1964 op voor haar debuutalbum A Girl Called Dusty, dat in april 1964 verscheen. Ze werd bij de opname onder andere begeleid door Bobby Graham op drums, Big Jim Sullivan op gitaar en het vocale trio The Breakaways.
In februari 1964 had Dusty Springfield in New York een ontmoeting met Burt Bacharach, de componist van Wishin' and Hopin'. Bacharach vertelde haar dat het nummer goed genoeg was om als single te worden uitgebracht. Samen met de diskjockey Jack Lacy, die wel iets in het nummer zag, wist Dusty haar platenmaatschappij Philips ertoe te brengen Wishin' and Hopin' in mei 1964 als single uit te brengen. In juni 1964 kwam de plaat binnen in de Billboard Hot 100, de Amerikaanse hitparade; in juli bereikte het met een zesde plaats zijn top.
Het nummer werd alleen in de Verenigde Staten, Canada en Australië uitgebracht. In Australië kwam het tot de tweede plaats. In het Verenigd Koninkrijk stond op dat moment Dusty Springfields single I Just Don't Know What to Do with Myself in de hitparade. Dat nummer, ook al van Bacharach en David, haalde de derde plaats in de UK Singles Chart. Omdat Philips geen twee nummers van Dusty Springfield tegen elkaar op wilde laten concurreren, is Wishin' and Hopin' in het Verenigd Koninkrijk nooit als single verschenen.
Het album A Girl Called Dusty is op zijn beurt niet in de Verenigde Staten verschenen. Daar kwam een album met de titel Stay Awhile/I Only Want to Be with You uit met een iets andere selectie van nummers, waaronder uiteraard Stay Awhile en I Only Want to Be with You. Wishin' and Hopin' staat ook op dit album.
Dusty Springfield nam het nummer ook op in het Italiaans (eigenlijk deels in het Engels en deels in het Italiaans) onder de titel Stupido Stupido en in het Duits als Warten und hoffen.

## Versie van The Merseybeats
Omdat Dusty Springfield Wishin' and Hopin' in het Verenigd Koninkrijk niet als single kon uitbrengen, sprongen The Merseybeats in het gat en brachten het nummer als single uit in het Verenigd Koninkrijk. De plaat bereikte de 13e plaats in de UK Singles Chart. The Merseybeats hadden al eerder een nummer opgenomen dat tot het repertoire van Dionne Warwick behoorde: hun eerste plaat It's Love That Really Counts.
Op 8 augustus 1964 brachten (of beter: playbackten) The Merseybeats en Dusty Springfield allebei de helft van het nummer in het televisieprogramma Ready Steady Go! op ITV. 

## Andere versies
- Een versie van het nummer door Nancy Sinatra staat op het album Nancy in London uit 1966.
- Rita Coolidge bracht het nummer in 1981 uit als single. Het werd geen hit.
- Ani DiFranco nam het nummer op in 1995. Het is gebruikt in de film My Best Friend's Wedding uit 1997.
- Brenda Lee zette het nummer op haar album In The Mood For Love: Classic Ballads uit 1998.
- Stephanie McIntosh nam het nummer op in 2006. Het staat op de Australische (maar niet op de Britse) editie van haar album Tightrope.